# 勒星頓鎮區 (明尼蘇達州勒蘇爾縣)
勒星頓鎮區（英語：Lexington Township）是位於美國明尼蘇達州勒蘇爾縣的一個行政鎮區。

## 地方資料
勒星頓鎮區的面積為90.07平方千米，當中陸地面積為88.35平方千米，而水域面積為1.72平方千米。根據2020年美國人口普查的數據，當地共有人口756人，而人口密度為每平方千米8.39人。